# Resolució 1727 del Consell de Seguretat de les Nacions Unides
La Resolució 1727 del Consell de Seguretat de les Nacions Unides fou adoptada per unanimitat el 15 de desembre de 2006. Després de recordar resolucions anteriors sobre la situació a Costa d'Ivori, el Consell va renovar un embargament d'armes i de diamants al país fins al 31 d'octubre de 2007.

## Resolució

### Observacions
El Consell de Seguretat va expressar la seva preocupació per la persistència de la crisi política a Costa d'Ivori i el deteriorament de la situació; hi havia patiment a gran escala i emigració forçosa. Va determinar que la situació al país era una amenaça per a la pau i la seguretat internacionals.

### Actes
El Capítol VII de la resolució de la Carta de les Nacions Unides va renovar les sancions imposades mitjançant les resolucions 1572 (2004) i 1643 (2005) fins a finals d'octubre de 2007. Va exigir que totes les parts de Costa d'Ivori proporcionessin accés il·limitat al grup d'experts que controlaven les sancions i el personal de l'Operació de les Nacions Unides a Costa d'Ivori (UNOCI) i l'Operació Unicorn, reafirmant que qualsevol atac o l'obstrucció del personal constituïa una amenaça per al procés de reconciliació.
El mandat del panell d'experts que vigila l'aplicació de les sancions es va ampliar sis mesos, fins al 10 de gener de 2007,
i es va demanar al Secretari General del Secretari General de les Nacions Unides que informés sobre la situació.
Finalment, el Consell va declarar que imposaria sancions específiques contra individus que:
- representessin una amenaça per a la pau i la reconciliació;
- ataquessin o impedissin les forces de la UNOCI, franceses, l'Alt representant per a les eleccions, del grup de treball internacional, del mediador o del seu representant del compliment de les seves funcions;
- fossin responsables de violacions de drets humans i dret internacional humanitari;
- incitessin a l'odi i la violència;
- violessin les sancions imposades pel Consell de Seguretat.